# 김다빈 (축구 선수)
김다빈(1989년 8월 29일 ~ )은 대한민국의 축구 선수이며, 포지션은 공격수이다.